# Villa Albani

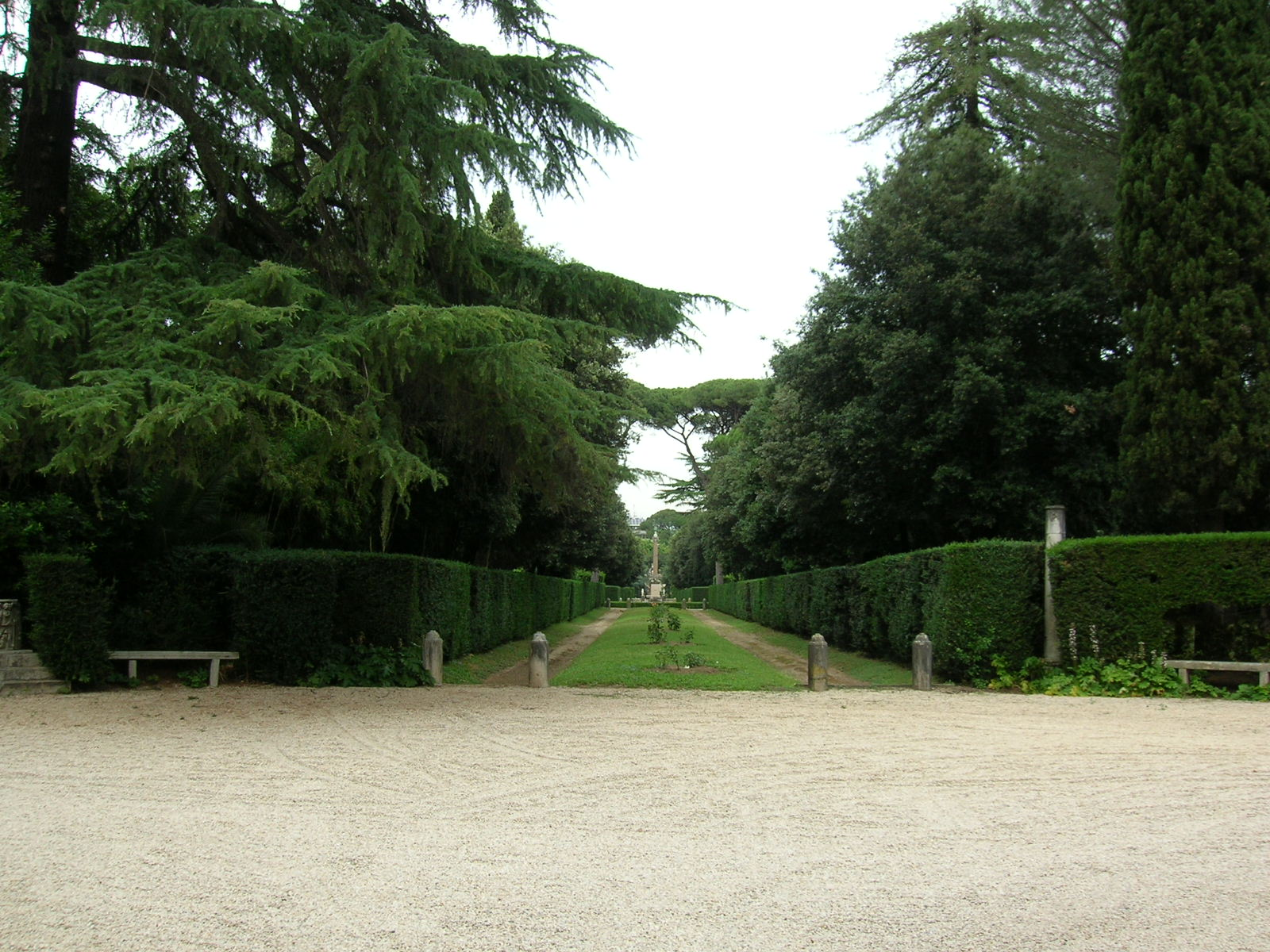
Entrada a Villa Albani desde via Salaria.

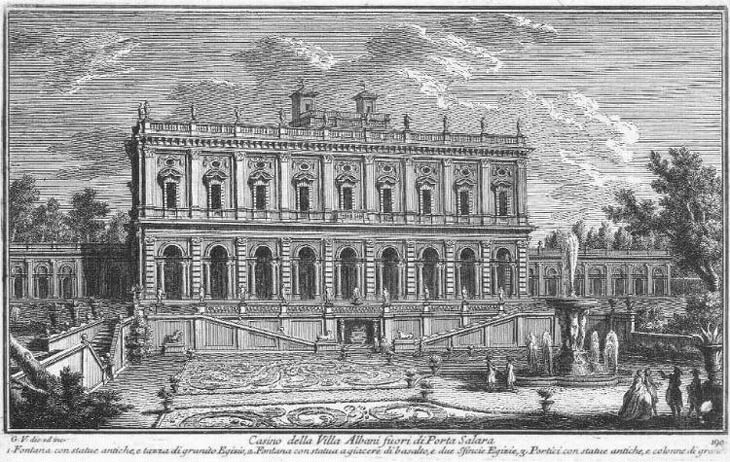
Villa Albani en un grabado de Giuseppe Vasi.

La Villa Albani fue construida sobre la via Salaria en Roma por el cardinale Alessandro Albani, sobrino del Clemente XI. El arquitecto encargado de las obras fue Carlo Marchionni. El edificio constituyó uno de los centros de la cultura del mundo occidental de su época.
El complejo comprendía un jardín a la italiana, varias fuentes, y edificios secundarios, realizados algunos ensamblando diversas piezas arquitectónicas rescatadas de excavaciones antiguas.
En la villa, el cardenal reunió su colección de antigüedades, optando por no seguir la típica disposición de la época a la hora de exhibir las piezas. Dispuso las piezas siguiendo un discurso emocional, acentuando el destino de la villa como un lugar de placer para un selecto grupo de escogidos visitantes.
En 1761 Anton Raphael Mengs realizó el fresco del Parnaso, quizá el más importante manifiesto pictórico del incipiente estilo neoclásico para el salón de la villa. El programa iconográfico fue probablemente dictado por Winckelmann, que era el bibliotecario del cardenal: Winckelmann se ocupó también de catalogar las obras de la colección de su protector. 
A causa de la ingente cantidad de dinero que costó la construcción de la villa, (alrededor de 400.000 escudos), el cardenal agotó todos sus recursos financieros, por lo que se vio obligado a vender parte de su colección.
La villa permaneció en propiedad de la familia Albani hasta la primera mitad del siglo XIX, cuando pasó a manos de la última heredera de la familia, Antonietta Litta Albani, que se casó con el príncipe Carlo Castelbarco. La propiedad quedó en manos de los Castelbarco hasta 1867, cuando el príncipe Cesare Pompeo Castelbarco la cedió a la familia Torlonia, cuyos descendientes siguen poseyendo el conjunto. La colección de monedas y medallas antiguas del cardenal Albani pasó a la Biblioteca Apostólica Vaticana, que él había presidido desde 1761. Los sarcófagos, las columnas y las esculturas se transfirieron a diversos lugares; no obstante, el famoso bajorrelieve de Antinoo se conserva aún en la villa.
La galería de arte acoge obras de Niccolò da Foligno, Perugino, Gherardo delle Notti, van Dyck, Tintoretto, Ribera, Guercino, Giulio Romano, Borgognone, Luca Giordano, David y Luigi Vanvitelli.
La villa únicamente es visitable mediante cita previa y en grupos de diez personas como máximo.
- Datos: Q4011749
- Multimedia: Villa Albani (Rome) / Q4011749